# Церковь Ризоположения на Мжаре
Церковь Ризоположения на Мжаре (Ризположенская церковь) — православный храм в Суздале, расположенный на въезде в город у бывшей Владимирской заставы. Зимний храм, возведён в 1777 году и образует архитектурный ансамбль вместе с построенными ранее летней Знаменской церковью (1749 год) и отдельно стоящей колокольней.
Храм расположен на крутом берегу реки Мжары недалеко от места впадения в Каменку. Известно, что в начале XIII века на этом месте располагался Введенский женский монастырь, разрушенный во время монгольского нашествия. По крайней мере до 1685 здесь же располагалась Пинаева деревня, впоследствии ставшая частью Суздаля под названием Пинаихи или Пинаевой стороны. Во времена митрополита Иллариона на Пинаеву сторону с Торговой площади была перевезена деревянная Знаменская церковь, перестроенная в 1749 году в камне. Несколько позже была воздвигнута отдельно стоящая трехъярусная колокольня, а в 1777 году к северу от летней Знаменской церкви была поставлена зимняя церковь, освящённая в честь православного праздника Положения ризы Господней. Церковь была построена на средства местных купцов Зубковых.
Это невысокий храм, состоящий из двух простых объёмов и небольшой апсиды, примыкающей с востока. Центральный объём, в отличие от других суздальских «зимних» храмов, имеет восьмискатное покрытие с четырьмя фронтонами. Церковь увенчана декоративной главкой на невысоком барабане.